# Louis Pfenninger
Pour les articles homonymes, voir Pfenninger.
Louis Pfenninger, né le 1er novembre 1944 à Bülach, dans le canton de Zurich, est un coureur cycliste professionnel suisse de 1965 à 1975.
Actif durant une période où les cyclistes professionnels suisses sont peu nombreux, Louis Pfenninger limite ses ambitions au Tour de Suisse. S’il monta à six reprises sur le podium de l’épreuve, il ne la remporte que deux fois (1968 et 1972).

## Biographie

### Équipes successives
Durant les années 1950 à 1970, les coureurs professionnels suisses avaient l’autorisation d’appartenir à plusieurs équipes, l’une établie en Suisse pour participer aux courses nationales, et les autres, établies à l’étranger, pour participer aux épreuves du calendrier international. Louis Pfenninger a principalement été membre d'équipes suisses et italiennes. 

## Palmarès sur route

### Par année
- 1963
  - 2e du Tour du Canton de Genève
- 1966
  - Tour du Canton de Genève
  - 3e du championnat de Suisse sur route
- 1967
  - 2e du Tour de Romandie
  - 3e du Championnat de Zurich
- 1968
  - Classement général du Tour de Suisse
  - 3e du Tour des Quatre-Cantons
- 1969
  - Tour du Nord-Ouest de la Suisse
  - 2e du championnat de Suisse sur route
  - 6e du Tour de Suisse
  - 9e du Tour de Romandie
- 1970
  -  Champion de Suisse du contre-la-montre
  - 2e du Tour de Suisse
  - 3e du Tour du Canton de Genève
- 1971
  -  Champion de Suisse sur route
  - 4e et 10e étapes du Tour de Suisse (contre-la-montre)
  - 2e du Tour de Suisse
- 1972
  - Classement général du Tour de Suisse
  - 2e du championnat de Suisse sur route
  - 3e du Tour du Canton de Genève
- 1973
  - 2e du championnat de Suisse sur route
- 1974
  - 2e du championnat de Suisse sur route
  - 3e du Tour du lac Léman
  - 3e du Tour du Canton de Genève
  - 3e du Tour de Suisse
  - 7e du Tour de Romandie
- 1975
  - 3e du Tour de Suisse

### Résultats sur les grands tours

#### Tour de France
1 participation 
- 1967 : 70e

#### Tour d'Italie
6 participations 
- 1968 : 14e
- 1970 : 52e
- 1971 : 41e
- 1972 : 19e
- 1973 : 49e
- 1974 : 32e
- 1975 : 19e

## Palmarès sur piste

### Six Jours
- Six Jours de Montréal : 1968 (avec Fritz Pfenninger)
- Six Jours de Zurich : 1972 (avec Klaus Bugdahl et Dieter Kemper)

### Championnats nationaux
- 1968
  - 2e du championnat de Suisse de l'omnium
- 1970
  - 2e du championnat de Suisse de l'omnium
- 1972
  - 2e du championnat de Suisse de l'omnium
- 1974
  - 3e du championnat de Suisse de l'omnium